# Ekonazol
Ekonazol nitrat je antifungalni lek iz imidazolne klase. On se koristi u obliku krema za tretiranje kožnih infekcija, kao što su atletsko stopalo, mikoza, dermatofitoza, i Tinea cruris. Dostupan je pod imenima: Spectazole (SAD), Ecostatin (Kanada), Pevaryl (Zapadna Evropa) i Pevisone (kombinacija ekonazol/triamcinolon).

## Spoljašnje veze
|  | Molimo Vas, obratite pažnju na važno upozorenje u vezi sa temama iz oblasti medicine (zdravlja). |